# Meloe franciscanus
Meloe franciscanus is een keversoort uit de familie van oliekevers (Meloidae). De wetenschappelijke naam van de soort is voor het eerst geldig gepubliceerd in 1928 door Van Dyke.

## Mimicry
Bij de soort komen de rups-achtige larven na het verlaten van de eitjes samen op de punt van een tak of bloem. Ze groeperen zich op een manier die qua vorm, beweging, geur en kleur lijkt op een vrouwtjesbij (mimicry). Een mannetje zal hierop neerstrijken waarna de larven zich onmiddellijk aan de bij vast klampen om mee te liften naar het bijennest om zich daar te laven aan eitjes, nectar en stuifmeel.